# おジャ魔神 山田くん!!
『おジャ魔神 山田くん!! 』（おじゃまじんやまだくん）は、ダイナミック太郎のギャグ漫画作品。『コミックボンボン』2006年1月号から2007年12月号まで連載された。「メカ沢くん」で見せたギャグテイストがこの作品でも活かされている。
タイトルからして『おジャ魔女どれみ』『おじゃまんが山田くん』のパロディであるように、作中にも『鋼の錬金術師』などのパロディネタが多数含まれている。
単行本化された際には、藤沢とおると綾峰欄人による合作漫画も書き下ろされた。

## あらすじ
非常についてない小学生、真鍋楽喜（まなべラッキー）は、ふとしたことで魔神 山田が入っているランプを見つける。山田を呼び出すと、願いを1000個までかなえてくれると言う。そこで、楽喜は早速願いを言うが、その願いはどれもとんでもない事になってしまう…。楽喜と山田のそんな日常を描く。

## 登場人物
真鍋楽喜（らっきー）
名前は幸福そうではあるが、やたらとついてない小学生。山田の行為によく突っ込みを入れる。将来は同級生の「立知」と結婚するらしい。
魔神 山田太郎
楽喜が拾ったランプの魔神。願いをかなえようと奮闘するが、失敗の方が多い･･･。実は、魔界の王子である。魔界のミドルネームは「クリステル」。楽喜のために1000の願いを叶えなければならないが、後に2000の願いに増えてしまう。
魔神 山田花子
山田の妹。しっかりした言葉遣いで、礼儀正しい。兄よりもしっかりしている。魔界挨拶と言う人間界の言葉にとっては下品な言葉で挨拶する。
ヂャンポール
花子が飼っているペット。見た目は中年のサラリーマンだが、かなり優秀な人物である。剣（ビームサーベル）の能力が高く、純粋な剣の戦いで負けたことは作品中一度だけである。眼鏡の下の目は実は美形。
姫川珊瑚
楽喜のクラスメイト。楽喜は彼女の事が好きだったが、山田の魔法により語尾が下品な言葉を使うようになり（後に魔界の挨拶と判明）、更に顔がネコ顔となり、語尾が「ニャン」とプラスされ、後のエピソードでも魔法の影響でこの姿になるなど不遇のヒロインと化してしまった。

## 書籍情報
1. 2006年11月発売[1] ISBN 406332060X
2. 2008年1月発売[2] ISBN 978-4-06-375112-3